# Camptosphaeria clavispora
Camptosphaeria clavispora är en svampart som först beskrevs av S.I. Ahmed & J.H. Mirza, och fick sitt nu gällande namn av J.C. Krug & Jeng 1977. Camptosphaeria clavispora ingår i släktet Camptosphaeria och familjen Lasiosphaeriaceae.   Inga underarter finns listade i Catalogue of Life.